# Joy Mukanyange
Joy Mukanyange là một nhà ngoại giao và nhà hoạt động người Rwanda. Cô đã phục vụ như một đại sứ ở Tanzania và sau đó đến Kenya.

## Đời sống
Joy Mukanyange được một gia đình tránh xung đột nuôi nấng. Sau các cuộc tấn công vào người Tutsi  ở Rwanda, gia đình cô đã chạy trốn vào năm 1959 đến một trại tị nạn ở Uganda. Cô được nuôi dưỡng ở miền nam nước Nhật. Cô đã đến Đại học Makerere ở Uganda tốt nghiệp với chuyên ngành Văn học. Trong những năm 1980, cô sống ở Nairobi, Kenya, nơi cô là Thư ký của Hiệp hội Ny Kẹpa chăm sóc những người tị nạn Rumani ở Kenya.
Sau khi giải phóng Rwanda, cô trở thành Đại sứ của Rwanda tại Tanzania  và cô là quan chức Rwandan, người đã tham dự tuyên án của cựu thủ tướng của mình vào tháng 9 năm 1998. Cô nghĩ nếu công bằng thì Jean Kambanda nhận bản án chung thân và lưu ý rằng Rwanda "không tìm cách trả thù".
Năm 1999, cô trở thành Đại sứ của Rwanda tại Kenya, nơi cô tổ chức cho đến năm 2002. Mukanyange là đại diện thường trực của đất nước cô tại UNEP và UNCHS.
Năm 2014, cô đã báo cáo về những tiến bộ tốt đẹp mà đất nước cô đã đạt được liên quan đến việc cải thiện bình đẳng giới. Đây là vai trò phát ngôn viên của cô cho một tư vấn có trụ sở tại Kigali. Chính phủ Rwanda được tạo thành từ 64% đa số phụ nữ, mặc dù tỷ lệ này về cơ bản được đảo ngược trong nội các. 50% tư pháp là phụ nữ mặc dù chỉ có 30% tại tòa án Gacaca. 98% phụ nữ Rumani được chăm sóc tiền sản và con gái đăng ký vào trường vượt quá con trai và cả hai đều tăng - đến hơn 95%.